# Фронт-стрит
Фронт-стрит (англ. Front Street ) — улица на востоке нижнего Манхэттена в Нью-Йорке, проходит на северо-восток от улицы Олд-слип (Старая аппарель) Финансового квартала к Дувр-стрит около Бруклинского моста. Улица пересекает Гувернёр-лэйн, Уолл-стрит, Пайн-стрит, Флетчер-стрит, прерывается на один квартал, после чего пересекает Бикман-стрит и оканчивается у Бруклинского моста.

## История
Изначальная береговая линия Ист-Ривер в нижнем Манхэттене проходила по Перл-стрит. С начала XVIII века по середину XIX века постепенно по мере засыпки берега при строительстве более глубоких доков для принятия крупных кораблей береговая линия отодвинулась на Уотер-стрит, затем на Фронт-стрит и, наконец, на её современное состояние вдоль Саут-стрит. Поверх засыпанного берега накладывались деревянные насты, которые довольно хорошо сохранились до сих пор.
До конца XIX века береговые улицы Ист-ривер обслуживали одни из наиболее интенсивных в США грузо- и пассажиропотоки от близлежащих доков. В настоящее время историческая часть Фронт-стрит занята в основном ресторанами.